# Leslie Lemke
Leslie Lemke (31 de enero de 1952) es una persona ciega estadounidense autista savant, que ha destacado como pianista.

## Biografía
Leslie Lemke nació prematuramente en Milwaukee, Wisconsin en 1952. Al nacer, fue diagnosticado con glaucoma, parálisis cerebral y daño cerebral. Los médicos se vieron obligados a sacarle los ojos. Su madre biológica lo dio en adopción, y May Lemke, una enfermera, lo adoptó cuando tenía seis meses de edad. Para darle de comer, May tenía que empujar la comida por la garganta. Fue un año antes de que Leslie pudiera masticar por su cuenta. Necesitó siete años de constante cuidado hasta que Leslie mostrara algún progreso. Durante este tiempo, no producía sonidos ni movimientos y no mostró emociones. Tenía 12 años antes de que él aprendiera a pararse, y tenía 15 años cuando aprendió a caminar.
Cuando tenía 16 años, May encontró a Leslie tocando en el piano el concierto n.º 1 de Tchaikovsky durante la mitad de la noche. Él había escuchado recientemente la pieza en la televisión.
Su madre adoptiva animó a su talento para este instrumento. En 1980, Leslie daba regularmente conciertos en Fond du Lac, Wisconsin. Su nueva fama le valió invitaciones a varios programas de televisión como El hombre de CBC Alive (organizada por Roy Bonisteel), CBS Evening News, 60 minutos, y eso es increíble!. En 1983, ABC transmitió La mujer que quiso un milagro, un drama sobre Leslie y su madre adoptiva, protagonizada por Cloris Leachman como May Lemke. Leslie es también el tema de la canción de Fred Small, "Leslie es diferente."
Leslie realizó giras por Estados Unidos, Escandinavia y Japón, y dio conciertos gratuitos en varias ocasiones. Estaba muy animado cuando tocaba.
May Lemke desarrolló la enfermedad de Alzheimer y falleció el 6 de noviembre de 1993.